# أمل وجيه ناصر
أمل وجيه ناصر كاتبة وشاعرة وقاصة وإعلامية لبنانية حصلت على الإجازة في اللغة العربية وآدابها من الجامعة اللبنانية، وهي عضو باتحاد الكتَّاب اللبنانيين، وعضو بنقابة الفنانين المحترفين، وضو بمجلس امناء ومجلس إدارة جماعة عرار للثقافة والإعلام.

## نشأتها
نشأت أمل وجيه ناصر في بيت محب للثقافة والفن، فوالدها هو الدكتور وجيه ناصر أحد رواد المسرح في لبنان، والذي عمل كمستشار لوزارة الإعلام اللبنانية، وكأستاذ محاضر بالجامعة اللبنانية، فأحبت وتذوقت الشعر والفنون منذ الصغر.

## مسيرتها المهنية
عملت أمل وجيه ناصر بوزارة الإعلام اللبنانية كمسؤولة إدارية، وكمعدّة للبرامج الثقافية، وكاتبة للدراما، ثم عملت كمقدمة برامج بإذاعة لبنان وعدد من الإذاعات المحلية، وقدمت العديد من البرامج الثقافية والعلمية وبرامج المنوّعات، ومن بينها برنامج «صحتك بالدنيا»، وبرنامج «العالم من حولنا»، وبرنامج «نساء رائدات» وبرنامج «نوادر وخواطر»، وبرنامج «بيحلها الحلال»، وبرنامج «هيك قال المثل» وبرنامج «قولي الله»، وبرنامج «ستات كلاس»، وغيرها.
كما كتبت أمل وجيه ناصر العديد من المقالات في النقد والأدب والتي نُشرت بعدد من الصحف والمجلات الورقية والإلكترونية المحلية والعربية، وعملت كمديرة للعلاقات العامة الخارجية بمجلة ألف لام الإلكترونية، وكانت بدايتها مع الكتابة الأدبية في عام 2009 حين أصدرت روايتها الأولى والتي حملت عنوان «حقيقة رجل» حول حياة رجل الأعمال محمد رضا سنجابة.

## كتاباتها ومؤلفاتها
ألّفت أمل وجيه ناصر العديد من المؤلفات التي تنوعت ما بين الدواوين الشعرية، والمجموعات القصصية، والروايات، ومنها:
- حقيقة رجل - محمد رضا سنجابة (رواية): صدرت عام 2009.
- صرخة مرأة (شعر): صدر عام 2014.[3][4]
- غنِّ معي للحب (شعر): صدر عام 2017.
- الحب المحرم (مجموعة قصصية): صدرت عام 2020 عن دار الحرف العربي للنشر والتوزيع ببيروت.[5][6]
- دقة قلب (شعر): صدر عام 2021 عن دار ناريمان علوش للنشر والتوزيع ببيروت.[7]

## الجوائز
حظيت أمل وجيه ناصر بتكريم العديد من الجهات المحلية والدولية، وحصلت على عدد من الجوائز من أهمها:
- جائزة الشارقة للإبداع عام 2020.
- شهادة الدكتوراة الفخرية من أكاديمية سفراء الثقافة العربية وأكاديمية انتصار أكتوبر للثقافة والتدريب والبحث العلمي تقديرًا لمجهوداتها في نشر ثقافة المحبة والسلام والتسامح والقيم الإنسانية.[8]

## روابط خارجية
الموقع الرسمي للشاعرة أمل وجيه ناصر